# Zemské volby v Sársku 2017
Zemské volby v Sársku, jedné ze spolkových zemí Německa, se v roce 2017 konaly 26. března. V řádném termínu pět let po volbách v roce 2012 občané zvolili 51 poslanců sárského zemského sněmu. Výsledky:
- Křesťanskodemokratická unie (CDU) 40,72 % a 24 mandátů (+5 mandátů)
- Sociálnědemokratická strana Německa (SPD) 29,58 % a 17 mandátů (stejný počet jako dosud)
- Levice 12,85 % a 7 mandátů (–2 mandáty)
- Alternativa pro Německo (AfD) 6,17 % a 3 mandáty (strana poprvé zastoupena v Sárském zemském sněmu).

Ostatní kandidující strany se do zemského sněmu nedostaly kvůli nedosažení pětiprocentní hranice. Ze sněmu tak odešly dvě strany: Svaz 90/Zelení s 4,01 % (–2 mandáty) a Pirátská strana Německa s 0,75 % hlasů (–4 mandáty).

## Situace před volbami
Po volbách v roce 2012 uzavřela vládní koalici dvojice stran, které získaly nejvíce hlasů, Křesťanskodemokratická unie (CDU, 35,2 % a 19 mandátů) a Sociálnědemokratická strana Německa (SPD, 30,6 % a 17 mandátů); premiérkou se stala Annegret Krampová-Karrenbauerová z CDU. Kromě nich překročily pětiprocentní uzavírací klauzuli ještě Levice (16,1 % a 9 mandátů), Pirátská strana Německa (7,4 % a 4 mandáty) a Svaz 90/Zelení (5,0 % a 2 mandáty).
Průzkumy z konce roku 2016 a začátku roku 2017 odhadovaly, že Křesťanskodemokratická unie a Levice zhruba obhájí své předchozí výsledky, 35 % respektive 16 %. Značný propad se očekával u Pirátské strany Německa, která od voleb v roce 2012 klesaly preference až počátkem roku 2015 klesly na 1 % a ve výsledcích průzkumů se následně přestala objevovat. Rovněž výrazný propad se očekával u Socialnědemokratické strany Německa, která by podle průzkumů měla oslabit o více než 6 procentních bodů na 24 %. U Zelených se čekalo mírné zlepšení přibližně o procentní bod, takže by se ziskem 6 % měly bezpečně překonat pětiprocentní hranici. Možnost jejího těsného překonání a tedy návratu do sněmu naznačovaly průzkumy nově i u Svobodné demokratické strany (FDP), které byla dokonce před volbami v roce 2012 členem zemské vládní koalice. Nejvýraznější zisk měla podle průzkumů zaznamenat Alternativa pro Německo, která v roce 2012 vůbec nekandidovala, ale v roce 2017 očekávala zisk kolem 10 %.